# Улица Хошимина
Улица Хошими́на — улица в Выборгском районе Санкт-Петербурга. Проходит от Выборгского шоссе до проспекта Просвещения. За Выборгским шоссе в створе улицы Хошимина расположена Софийская улица.

## История
Проектируемая улица получила своё название 16 октября 1978 года в честь Хошимина — города-побратима Ленинграда.

Это название было присвоено новому проезду в Выборгском районе 16 октября 1978 года, как говорится в постановлении, «в честь вьетнамского города Хошимина», города-побратима Ленинграда. 
          Название же самому Хошимину, бывшему Сайгону, было дано после победы Демократической республики Вьетнам над Южным Вьетнамом в честь первого президента ДРВ Хо Ши Мина (1890—1969). Многие уверены, что именно в его честь наименована и улица, отсюда и упорно повторяющийся ошибочный вариант — улица Хо Ши Мина— Владимирович А. Г., Ерофеев А. Д. Петербург в названиях улиц. — М.: АСТ; СПб.: Астрель-СПб; Владимир: ВКТ, 2009. — С. 701. — 752 с. — 3000 экз. — ISBN 978-5-17-057482-7.
8 октября 2020 года на пересечении улицы Хошимина с проспектом Просвещения, в сквере у апарт-отеля «Ye'S», установили закладной камень памятника Хо Ши Мину. Сам памятник был торжественно открыт 30 июня 2023 года.

## Пересечения
- Выборгское шоссе
- улица Композиторов
- проспект Просвещения

## Транспорт
Ближайшая к улице Хошимина станция метро — «Проспект Просвещения» 2-й (Московско-Петроградской) линии.
Существует возможность прокладки трамвайной линии по разделительной полосе.